# Megachile antinorii
Megachile antinorii är en biart som beskrevs av Giovanni Gribodo 1879.
Megachile antinorii ingår i släktet tapetserarbin och familjen buksamlarbin. Inga underarter finns listade i Catalogue of Life.